# Hôtel de Brancas (Aix-en-Provence)
Pour les articles homonymes, voir Hôtel de Brancas (homonymie).
L'hôtel de Brancas (à ne pas confondre avec l'hôtel de Clapiers, parfois appelé "hôtel de Brancas"), aussi appelé de Rolland de Réauville est un hôtel particulier situé au 2 petite rue Saint Jean à Aix-en-Provence. Il ne doit pas être confondu avec l'hôtel de Brancas, situé à Paris. 

## Construction et origines
L'hôtel de Brancas fut conçu et construit au XVe siècle.
Au XVe siècle il fut la propriété de la famille de Brancas ; puis, du XVIe au XVIIIe siècle, des Rolland de Réauville.